# Oldendorf (Luhe)
Oldendorf (Luhe) ist eine Gemeinde im Landkreis Lüneburg in Niedersachsen.

## Geografie

### Geografische Lage
Oldendorf/Luhe liegt zwischen den Naturparks Lüneburger Heide und Wendland.Elbe an der Luhe. Die Gemeinde gehört der Samtgemeinde Amelinghausen an, die ihren Verwaltungssitz in der Gemeinde Amelinghausen hat.

### Gemeindegliederung
Die Ortsteile der Gemeinde sind:
- Oldendorf/Luhe
- Wohlenbüttel
- Marxen am Berge
- Wetzen

## Eingemeindungen
Am 1. März 1974 wurden die Gemeinden Marxen am Berge und Wetzen eingegliedert.

## Politik

### Wahlkreise
Die Gemeinde Oldendorf (Luhe) gehört zum Landtagswahlkreis 49 Lüneburg und zum Bundestagswahlkreis 38 Lüchow-Dannenberg – Lüneburg.

### Gemeinderat
Der Rat der Gemeinde Oldendorf vertritt, setzt sich aus elf Mitgliedern zusammen. Die Ratsmitglieder werden durch eine Kommunalwahl für jeweils fünf Jahre gewählt.
Bei der Kommunalwahl 2021 ergab sich folgende Sitzverteilung:
| Gemeinderat 2021Insgesamt 11 Sitze - SPD: 2 - Grüne: 1 - WG: 6 - CDU: 1 - AfD: 1 |

### Bürgermeister
Der ehrenamtliche Bürgermeister Jürgen Rund wurde am 9. November 2006 gewählt.

## Verkehr
- Oldendorf/Luhe liegt nördlich der Bundesstraße 209, die von Lüneburg nach Soltau führt.

## Kultur und Sehenswürdigkeiten

### Museen
- Archäologisches Museum Oldendorf (Luhe), Museum mit dem Thema „Wohnungen für die Ewigkeit – 5700 Jahre Oldendorfer Totenstatt“ in einem denkmalgeschützten Fachwerkhaus

### Bauwerke
- Oldendorfer Totenstatt, gut erhaltene Megalithgräber der Trichterbecherkultur
- Wassermühle Wohlenbüttel an der Luhe